# Acronicta turanica
Acronicta turanica är en fjärilsart som beskrevs av Otto Staudinger 1888. Acronicta turanica ingår i släktet Acronicta och familjen nattflyn. Inga underarter finns listade i Catalogue of Life.